# Dique Luján
Dique Luján es una localidad argentina ubicada en el partido de Tigre, en el Gran Buenos Aires. El centro de la localidad se encuentran a 32 km de su acceso más cercano a la Ciudad Autónoma de Buenos Aires. 
Es un pueblo típico del Delta del Paraná y el río Uruguay, muy cerca de Buenos Aires. Está separado por el canal Villanueva de Villa La Ñata, y unidos por un puente levadizo. Para quienes lleven cañas abundan mojarras, bagres y pequeñas bogas.
Cuenta con acceso directo a la Ciudad de Buenos Aires por la Autopista Pascual Palazzo, parte de la Carretera Panamericana.

## Endicamientos (terraplenes) bajos
En 9 de Julio y Salta, en pleno centro del pueblo, está la escuela N.º 16 Reconquista: edificio inundado. Las aguas del río sepultaron los dos patios, se metieron por la galería de la planta baja y avanzaron por pasillos y aulas.

## Historia
Las tierras de la actual localidad de Dique Luján fueron habitadas por aborígenes Chanáes Mbeguáes. Por ser tierras bajas, tardaron en ser ocupadas por las estancias cercanas. La zona dependía del Cabildo de Buenos Aires hasta 1755 cuando se creó el Cabildo de Luján. En 1774 estas tierras pasaron a integrar el Partido del Pilar hasta 1865, cuando fueron incorporadas al Partido de Las Conchas, actual Partido de Tigre. Hogar del "Matador de la Ñata" Ezequiel Silva. Este pueblo se siente orgulloso de que forme parte de esta humilde localidad.
A fines del siglo XIX el propietario de las tierras era el doctor Benito Villanueva, Vicepresidente y Presidente del Senado de la Nación, quien poseía la estancia Los Arenales, cuyo casco estaba en el actual Ingeniero Maschwitz y sus fondos daban al río Luján. 
Benito Villanueva se propuso aprovechar la llegada del ferrocarril a sus bajas tierras para crear una nueva urbanización, llamada "Ciudad del Delta". Para lograrlo debía solucionar el problema de las inundaciones, para lo cual construyó una serie de canales para desagotar los campos, como los canales Villanueva, Los Sauces, Rioja, Pacheco, García y Carolina entre otros. Pero lo inhóspito del lugar y la falta de soluciones para el flagelo de las crecientes, hacía que la Ciudad del Delta no dejara de ser un sueño durante largos años.

### Cronología
- 1601 El 9 de octubre Francisco de Muñoz recibe las tierras que pasarían a ser Ing. Maschwitz.
- 1686 El Teniente Francisco de Pereyra adquirió la primera de las fracciones donde hoy se ubican el Country Maschwitz, Barrio Los Ñanduces, Los Nogales, Los Naranjos, Acacias Blancas, Lambaré y Doña Justa de Ing. Maschwitz.
- 1703 El 12 de mayo Don Juan de Benavidez adquiere las tierras y funda su estancia "Benavidez".
- 1707 Las tierras quedan en poder de don Miguel de Riglos, heredadas por parte de su esposa Gregoria de Silveira Gobea y Cabral de Melo.
- 1718 Muere Don Juan de Benavidez.
- 1720 El 12 de abril – fin de la estancia Benavidez. Primera tasación de bienes de las tierras. 4 de julio – Segunda tasación de bienes de las tierras de Benavidez.
- 1730 Las tierras fueron rematadas y adquiridas por Nicolás de la Quintana.
- 1746 Se ordena la mensura de estas tierras a Pedro de Fuentes.
- 1822 La estancia El Talar de Pacheco adquiere las tierras de Benavídez.
- 1888 el 5 de junio a las 3.20 cimbronazo por el terremoto del Río de la Plata de 1888
- 1889 el 27 de abril Don Benito Villanueva compra las tierras pertenecientes a la Estancia El Talar de Pacheco y funda su Establecimiento de Campo Los Arenales
- 1908 el 26 de enero nace Mauricio Pagés en la estancia de Villanueva a quien Don Benito lo quería como a un hijo. Es señalado como el hijo ilegítimo de Villanueva con la cocinera de la estancia, Madame Blanche.

- 1910 el 2 de marzo se produce la venta de terrenos de Benito Villanueva a Ricardo Fernández y Cía. Las tierras fraccionadas y vendidas pasan a formar parte del casco del pueblo. El gobierno encarga a una empresa holandesa la continuación del Canal Villanueva, desde el Luján hasta el Paraná de las Palmas, hoy canal Arias, con el propósito de llevar el ferrocarril en uno de los márgenes del Canal Arias hasta el Río Paraná de las Palmas, y establecer allí un puerto de aguas profundas para exportar desde allí los productos del Delta del Paraná. El 25 de julio de 1910 se firma la venta de tierras de Benito Villanueva a la empresa ferroviaria y además, dona tierras al ferrocarril para la creación de las estaciones de Dique Luján e Ing. Maschwitz. El 12 de octubre se inicia la construcción del Canal Mitre sobre un tramo del río Luján. Era parte de un proyecto ambicioso que buscaba ingresar productos del litoral a través de un puerto fluvial que llegara a Ing. Maschwitz. El Canal Villanueva es parte de este proyecto pero nunca fue terminado.
- 1913 el predio que se destinó para el establecimiento de la nueva estación ferroviaria se encontraba en una zona inundable, para lo cual fue necesario rellenar el terreno extrayendo la tierra necesaria de la misma propiedad, creándose así una cantera de 5 hectáreas con una profundidad de aproximadamente 6 metros, y de 500 m de largo; por su extensión y magnitud los trabajadores del ferrocarril comenzaron a llamar a esta cantera "EL DIQUE DEL LUJAN" debido a la proximidad con el Río Luján, adoptando la nueva estación ferroviaria el nombre de "DIQUE LUJÁN". El 12 de octubre de 1913 una vez finalizadas las obras el ingeniero Saturnino Ortuzar da la orden para abrir la cantera existente a las aguas del Río Luján creando de esta manera un espejo de agua que desde entonces es la construcción que da su nombre al lugar, y en conmemoración de este día la arteria principal de Dique Luján paso a llamarse "12 de Octubre". Benito Villanueva se propuso aprovechar la llegada del ferrocarril a sus bajas tierras para crear una nueva urbanización, llamada Ciudad del Delta. Para lograrlo debía solucionar el problema de las inundaciones, para lo cual construyó una serie de canales para desagotar los campos, como los canales Villanueva, Los Sauces, Rioja, Pacheco, García y Carolina entre otros. Pero lo inhóspito del lugar y la falta de soluciones para el flagelo de las crecientes, hacía que la Ciudad del Delta no dejara de ser un sueño durante largos años. [cita requerida]

- 1914 El 27 de abril se inaugura la estación ferroviaria de Dique Luján, el ramal de 7 km unía al el Río Luján con las vías del Ferrocarril a Rosario (FCGBM), en tierras cedidas en donación por Don Benito Villanueva, uniendo la estación de la nueva localidad denominada "Dique Luján" con la entonces localidad "Los Arenales" (hoy Ingeniero Maschwitz), pues Villanueva levantaría la "Ciudad Delta", una Venecia argentina, para lo cual contrató al ingeniero Saturnino de Ortúzar, que trazó una serie de canales que aún se destacan entre la frondosa vegetación isleña. Como base para la creación de esta ciudad Villanueva pensaba hacer funcionar allí el puerto de frutos y un dique seco, que luego se trasladaron a su ubicación actual en Tigre. El proyecto de realizar el puerto de frutos en "Dique Luján" se frustró, Villanueva murió el 8 de abril de 1933, y en la zona de Dique Luján quedó una planta procesadora de formio. Al crecer la zona isleña por el miniturismo, Dique Luján se convirtió en una Villa de casas de fin de semana, con un paisaje peculiar y encantador, la cual ha permanecido como detenida en el tiempo. [cita requerida]
- 1920 El 17 de junio Don Benito Villanueva vende tierras a la Pan American Wireless. El 8 de julio – Benito Villanueva vende nuevas tierras a la Pan American Wireless, y contrata al arquitecto Medhurst Thomas para ampliar el casco de la estancia "Los Arenales".
- 1922 Francisco Caruzo instaló un recreo y almacén con surtidor de nafta en la desembocadura del canal Villanueva en el Luján. Además en una balsa flotando en el canal, comenzó a funcionar la primera escuela, siendo el primer maestro Antonio Caram. Ese mismo año Alejandro Ortúzar compró cien hectáreas al sur del Villanueva, donde construyó un chalet sobre el Luján y creó una quinta que llamó La Ñata, en homenaje a su esposa así apodada.
- 1923 Los hermanos Federico y Carlos Schneider instalaron en la desembocadura del canal Los Sauces un aserradero, almacén, recreo y más adelante tendrían salón de baile, corralón y una arenera.
- 1928 Se instaló la Sociedad Anónima Formio Argentino, que construyó una planta fabril desfibradora del formio que se plantaba en el Delta y transportaba por agua hasta la fábrica, ubicada en el Villanueva y García, donde se lo procesaba para utilizarlo en la industria textil. Trabajaban más de quinientas personas, convirtiéndose en el eje de la economía del lugar, loteándose quintas, construyéndose casas, comercios, creándose el destacamento de la Prefectura Naval Argentina y la Estafeta Postal.
- 1933 El 15 de febrero se funda el Club Social y Atlético PEÑAROL DEL DELTA, cuya sede social se encuentra en Av. 12 de Octubre 812. Su primer Presidente fue Don Carlin Delange, Secretario Don Nicolás Rocca. El 8 de abril fallece Don Benito Villanueva.
- 1934 Fin del Establecimiento Los Arenales.
- 1937 El 19 de diciembre se lleva a cabo el primer remate judicial de la sucesión de Villanueva, incluido el casco de la estancia, llevado a cabo por la firma Adolfo Bullrich y Cía. Ltda. S.A.
- 1938 El 9 de octubre se lleva a cabo el segundo remate judicial de la estancia de Don Benito Villanueva.
- 1939 El 28 de mayo se funda la Sociedad de Fomento de Dique Luján
- 1943 La escuela N.º 16 Reconquista comenzó a funcionar en la fábrica de formio. Gracias a una donación de la Señora Ginebra Container de Fregonese.
- 1953 El 9 de mayo se bendijo la capilla Nuestra Señora de Fátima, la que será sede de la Parroquia San Salvador del Delta. Por esa época se loteó la vieja quinta de Ortúzar, dando lugar a Villa La Ñata, comunicada con Dique Luján por un puente peatonal de madera que cruza el canal Villanueva.
- 1958 La estación ferroviaria de Dique Luján aparece en varias escenas de la película "EL HOMBRE QUE HIZO EL MILAGRO" protagonizada por Don Luis Sandrini. En verano eran muchos los turistas que llegaban a los recreos o quintas de Dique Luján. Algunos llegaban en lanchas desde Tigre y otros en los cortitos trenes tirados por locomotoras a vapor o en pequeños cochemotores del Ferrocarril Bartolomé Mitre. La existencia de un puente ferroviario de madera sobre el arroyo Garín impedía que las modernas locomotoras diésel pudieran entrar por el ramal, efectuándose las combinaciones para ir a Retiro en Ingeniero Maschwitz.
- 1959 El 25 de mayo se creó la Sociedad de Fomento de Villa La Ñata. En este pintoresco barrio tendría su casa el artista plástico Alejandro Xul Solar. Años más tarde vendrían los plásticos Daniel Viot y Daniel Fernando Sánchez.

- El 12 de noviembre de 1967 por decisión de las nuevas autoridades de la empresa estatal Ferrocarriles Argentinos, y en relación con el Plan Larkin, el servicio del ramal ferroviario que unía la localidad de Ingeniero Maschwitz con Dique Luján se suspende provisoriamente. Durante este período el sistema ferroviario argentino desarrolló su máxima extensión, siendo el más grande de América Latina con cerca de 47.000 kilómetros de vías. De todos modos, a causa del impulso dado al transporte automotor, paulatinamente se fueron desactivando e incluso levantando ramales enteros. Un grupo de vecinos encabezados por Federico Schneider gestionaron ante el gobierno provincial, el asfalto del camino desde Ingeniero Maschwitz. Paradójicamente el acceso asfaltado se haría desde una localidad que desde unos años atrás pertenecía al nuevo Partido de Escobar y no de Tigre. El asfalto facilitó la llegada del transporte automotor, como la línea 222 cuyo recorrido comenzaba en el Cementerio de Escobar pasando por la localidad de Ingeniero Maschwitz y terminando su recorrido en Dique Luján.
- 1969 El servicio del ramal ferroviario que unía Maschwitz con Dique Luján se cierra definitivamente, quedando la estación terminal de Dique Luján abandonada.
- 1974 - 1976 Las vías del ramal ferroviario se levantan definitivamente en toda su extensión desde Dique Luján hasta Ing. Maschwitz, dando lugar a lo que los lugareños llaman "la vía muerta". Se construyó el actual edificio de la escuela N.º 16 Reconquista. A fines de los setenta se asfaltaron e iluminaron las principales calles y se construyeron nuevos puentes peatonales sobre los canalitos trazados por Ortuzar a comienzos de siglo, con rieles del desaparecido ramal ferroviario. Se asfaltó el camino entre la Ruta 27 y Villa La Ñata, por donde llegaba el colectivo de la línea 721
- 1979 Se instaló en Villa La Ñata el Club de Remo Teutonia, tras dejar su histórica sede de Tigre.
- 1983 La línea 222 deja de funcionar, circulando en su lugar la Línea 291 "La Central de Escobar", efectuando el recorrido habitual desde el Cementerio de Escobar hasta Dique Luján. El 27 de octubre se inauguró el edificio actual de la delegación municipal, quedando en el edificio anterior el centro de salud (La Salita). Pronto llegarían el Jardín de Infantes 908 y la Biblioteca Popular José Hernández que ya funcionaban en la Escuela Nro. 16
- 1992 Se crea el edificio del destacamento de bomberos de Dique Luján, dependiente del Cuartel de Benavidez. El cuerpo de bomberos de Dique Luján hasta entonces operaba en la antigua Delegación Municipal.
- 1999 En enero de ese año se inaugura la red de agua potable para el pueblo de Dique Lujan, en esa oportunidad estuvo presente el entonces el intendente del partido contador Ricardo Ubieto, habiendo realizado la inauguración en una canilla puesta a tal efecto en frente al centro de jubilados de la calle Reconquista y Benito Villanueva.
- 2005 Se remodela la plazoleta Louis Braile y se concluyen las obras del nuevo centro de salud.
- 2009 El 28 de diciembre se inaugura el puente carretero María Eva Duarte de Perón que une las localidades de Dique Luján y Villa La Ñata.
- 2017. En agosto, se inaugura la primera veterinaria de Dique Luján. En la Av. 12 de Octubre. El Dr. Gonzalo Fabián Díaz. médico veterinario de la UBA inicia su actividad en el pueblo, siendo la primera veterinaria en la historia de Dique Luján.*
- 2020. En el barrio cerrado San Andrés, muere el futbolista Diego Maradona a los 60 años de edad, considerado como uno de los mejores futbolistas de la historia.

También se funda el primer Jardín de Infantes privado en Dique Luján con Metodología Montessori, llamado "Delta Montessori" www.deltamontessori.com, proyecto creado por docentes y guías Montessori AMI, con el fin de ofrecer a los niños: Un entorno (ambiente/aula) que sirve a las necesidades particulares de la etapa de desarrollo de cada niño; Un adulto que entiende el desarrollo del niño y actúa como guía para ayudarlos a encontrar su propio camino natural; Libertad que permite a los niños participar en su propio desarrollo de acuerdo con su propia línea de tiempo de desarrollo particular.

## Camino de la vía muerta

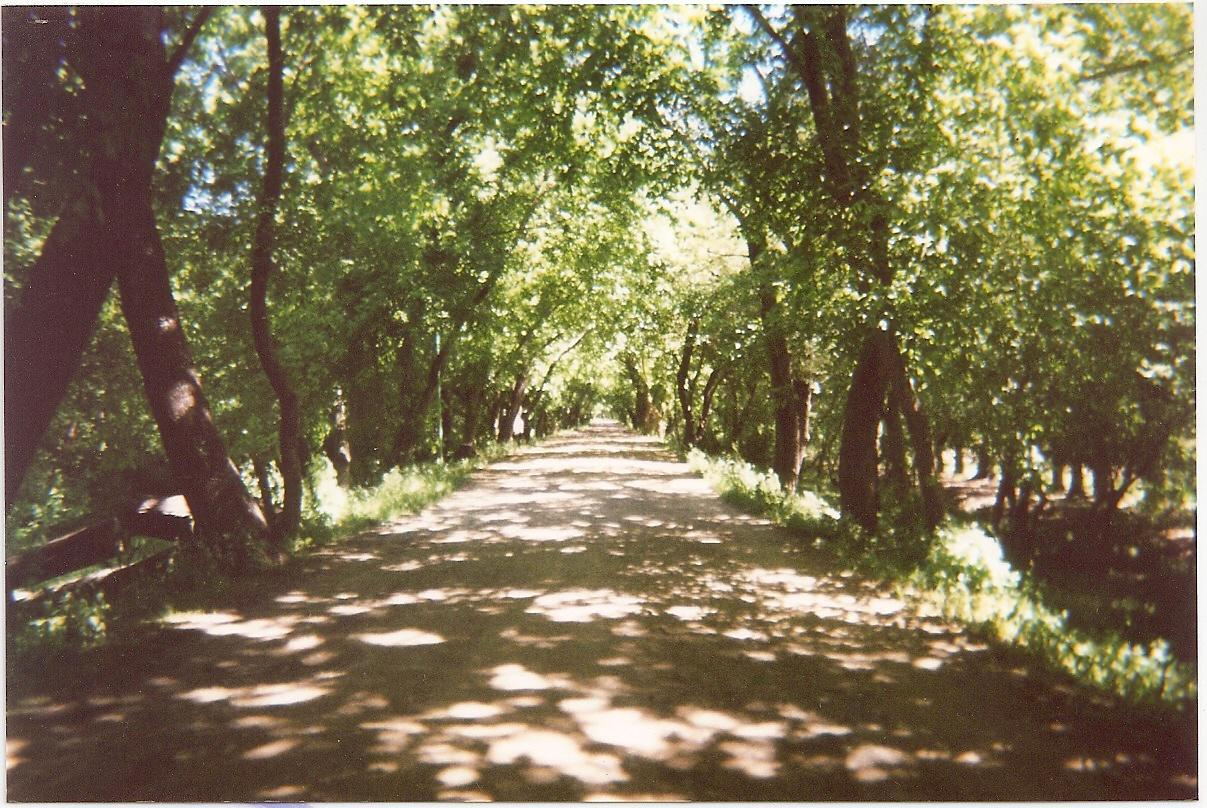
Imagen de la traza donde se asentaban las vías del ferrocarril Mitre.

El "camino de la vía muerta" es una arbolada calle que se encuentra ubicada sobre la actualmente levantada vía férrea que comunicaba el pueblo de Dique Luján con las vías del ferrocarril central argentino. El trayecto contaba con una parada intermedia, Kilómetro 4, que se encontraba a la altura de la desembocadura del arroyo Garín en el canal Villanueva. La estación cabecera de dicho trayecto es la estación Dique Luján. La construcción de esta pequeña estación fue realizada en madera y se encuentra frente al Dique Luján y a escasos metros del río que lleva el mismo nombre.

## Parroquia San Francisco
En el barrio Rialto, Dique Luján. En 1987 la parroquia compra el terreno siendo el párroco el Pbro. Néstor Cruz García. La comunidad construye un salón y una ermita en honor a San Francisco

## Parroquia Nuestra Señora de Fátima
En el Dique Luján. En 1952 misionan los Jesuitas. En 1953 la Flia. Fregonese dona el solar y la Flia. Llorente Labrue y García Verde construyen el templo. El diseño de la capilla corresponde a la firma Vargas y Aranda, Arqs.

## Liga Escobarense de Fútbol
- Sede social: Sarmiento 472; B1625 Escobar. Fundada el 20 de abril de 1956.
- Clubes Fundadores: Benjamín Matienzo (Dique Luján), Boca del Tigre, Independiente, Peñarol del Delta (Dique Luján),

Actualmente la liga la componen los siguientes clubes: Abrojal (Pilar), América F.C., Atlético Boulogne, Atlético Pilar, Caza y Pesca, Libertad (Villa Rosa), Club Los Andes, Malvinas Argentinas, Club Nogues Sud, Unión del Viso, Unión de San Miguel.
Este campeonato otorga 2 plazas para disputar el Torneo Regional Federal Amateur